# Кудинов, Павел Назарьевич
Па́вел Наза́рьевич Куди́нов (1 января 1891, хутор Средне-Дударевский, область Войска Донского — 19 октября 1967, Михайловград, Народная Республика Болгария) — участник Гражданской войны, командующий Вёшенским восстанием на Дону, деятель Вольно-казачьего движения.

## Биография
Павел Кудинов родился 1 января 1891 года на хуторе Средне-Дударевском Вёшенской станицы области Войска Донского (ныне — Шолоховский район Ростовской области) в бедной казачьей семье, в которой кроме него были ещё четыре брата и сестра. В десять лет окончил три отделения церковно-приходской школы. Продолжить образование не смог из-за отсутствия у родителей средств на обучение. Сам зарабатывал себе на жизнь, нанимаясь в работники.
В 1910 году поступил в жандармское училище, где проучился 11 месяцев. По окончании был зачислен писарем у делопроизводителя полицейского участка. Через несколько месяцев — в декабре 1911 года — был призван на действительную службу в Донской 12-й казачий полк, расквартированный в местечке Радзивиллово Волынской губернии. В 1913 году окончил учебную команду и получил звание старшего урядника. Занимал должность вахмистра (то есть помощника командира сотни по строевой части) 5-й сотни полка. По воспоминаниям сына одного из офицеров полка, Ивана Сагацкого, обладал исключительной физической силой и ловкостью, из-за чего постоянно выходил победителем из любых спортивных и воинских состязаний.
В июле 1914-го в составе полка вступил в Первую мировую войну на Юго-Западном фронте. За боевые заслуги был награждён четырьмя Георгиевскими крестами и двумя Георгиевскими медалями. В 1915 году подал заявление на поступление в Новочеркасское военное училище, но экзамен не сдал. Поступил в Иркутское военное училище, которое окончил в 1916 году со званием хорунжего. Затем вернулся в свой полк. Находился там до января 1918 года, когда полк был отозван с фронта. В начале февраля 1918 года вернулся в Вёшенскую станицу.

### В Гражданской войне
Летом и осенью 1918 года — начальник пулеметной команды 1-го Вёшенского конного полка Донской армии. Был ранен, и за ранение награждён орденом Святого Станислава с мечами. В конце декабря 28-й Донской казачий полк заключил «мирный договор» с частями Красной армии и бросил фронт. Власть в Верхне-Донском округе перешла к штабу 28-го полка, возглавляемому выборным командиром полка Яковом Фоминым. Фомин пригласил П. Кудинова сначала к себе в адъютанты, затем назначил начальником военного отдела Вёшенского исполкома. Через несколько недель карательные части Красной армии, руководствуясь циркулярным письмом Оргбюро ЦК РКП(б) «О расказачивании» от 24 января 1919 года, начали террор на Верхнем Дону. В конце февраля доведённые до отчаяния казаки восстали. 25 февраля вспыхнуло восстание в хуторе Шумилином Казанской станицы, 26 февраля восставшие заняли станицу Мигулинскую, а 27-го конная сотня под командой подхорунжего Емельяна Ермакова атаковала Вёшенскую. В этот момент Кудинов присоединился к восстанию. Вот как запомнил события того дня житель Вёшенской Пётр Лосев:
В первых числах марта красноармеец караульной роты Василий, живший со мной во флигеле Прасковьи Ивановны, отступая от восставших и выполняя, по-видимому, приказание командования, забежал в дом Сарки и крикнул: «Товарищ Кудинов, контра восстала!» (Кудинов был в то время советским военнослужащим).
Василий побежал через Дон, а я остался на переулке. Я видел, как торопливо выбежал из дома вооружённый Кудинов. Он был в полушубке, крытом зелёным шинельным английским сукном, в серой папахе, в высоких офицерских сапогах; высокий, стройный, красивый, он вспоминается мне в тот момент идеальным сыном бога войны. Увидев Василия уже далеко на льду реки, Кудинов вскинул винтовку к плечу и выстрелил. Красноармеец упал, а Кудинов исчез с моего поля зрения. В этот момент от плаца под гору сорвался большой вороной конь с красивым всадником. Это был Яков Фомин, убегавший от восставших. На хвосте коня был привязан пулемёт. Конь, как крылатая птица, перенёс его через голубой панцирь Дона.
На правах руководителя военного отдела окружного Совета П. Кудинов подчинил себе военные отряды станиц Казанской и Мигулинской и объявил в Округе мобилизацию в повстанческую армию. А 12 марта новый Окружной Совет избрал его главнокомандующим повстанческой армией, которая насчитывала на тот момент около 15 тысяч человек. Кудинов реорганизовал её, объединив станичные сотни в 5 регулярных конных дивизий и одну бригаду. Три месяца повстанческая армия под его руководством, увеличившись к маю до 25—30 тысяч чел., отражала наступление 8-й и 9-й армий Южного фронта РККА. 25 мая (7 июня) повстанческая армия соединилась с Донской армией. В течение следующих двух недель совместными усилиями Донской и повстанческой армий вся территория области Войска Донского была освобождена от Красной армии. 10 (23) июня — в день, когда армии вышли к границам области — Кудинов сложил с себя командование. Повстанческая армия была расформирована, части её влиты в Донскую армию. Командование Донской армии относилось к повстанцам с недоверием, поэтому сколько-нибудь заметных мест в ней повстанческие командиры не получили. П. Кудинов был произведён из подъесаулов в есаулы и получил должность в штабе 3-го Донского отдельного корпуса генерала А. К. Гусельщикова.

### В эмиграции
В конце 1919 года Кудинов вместе с Донской армией отступил на Кубань. В январе 1920 года из Новороссийска эвакуировался в Крым. После поражения армии Врангеля, в ноябре 1920 года, эмигрировал в Константинополь. Там он прожил 7 месяцев, устроившись чернорабочим на цементной фабрике. Весной 1921 года он вместе со второй женой и братом перебрался в Грецию, где трудился на виноградниках. Первая жена Мария переехала в Баку (Азербайджан) с их маленьким сыном. В октябре того же года вернулся в Константинополь, а оттуда вместе с группой казаков-эмигрантов в начале 1922 года перебрался в Болгарию — сначала в Софию, затем (в сентябре того же года) в деревню Александрово (в общине Поморие, недалеко от города Несебыр), где и прожил следующие 16 лет. Держал бакалейную лавку, занимался фотографией и свиноводством.
Со временем присоединился к возникшему в конце 1920-х годов Вольно-Казачьему движению — движению казаков-националистов, ставящему целью создание казачьего государства на казачьих землях юга России и Северного Кавказа. Публиковал статьи в печатном органе движения — журнале «Вольное казачество», издававшемся в Праге. Здесь он в том числе напечатал в 1931 году свою самую значительную работу — «Восстание верхнедонцов в 1919 году».
В апреле 1935 создал свой собственный «Союз казаков-националистов» в Болгарии, в котором объединяет казаков-эмигрантов, недовольных «самодержавными» методами руководителя прежнего движения Игната Билого. В декабре 1936 года его отстранили и от этой должности. В следующем году организовал новый журнал «Вольный Дон», к участию в котором привлекает известного казачьего поэта Петра Крюкова. Журнал вёл агитацию против недавно избранного атамана Войска Донского за рубежом графа Граббе — монархиста, тесно связанного с РОВС, — и за избрание атаманом войска П. Х. Попова (походного атамана в 1918 году), который в результате и был избран в 1938 году войсковым атаманом. Помимо добровольных пожертвований журнал издавался на средства, получаемые Кудиновым от советского посольства в Болгарии.
В августе 1938 П. Кудинов был арестован болгарской полицией по обвинению в связях с советскими спецслужбами и выслан из страны сроком на пять лет. Жил в Румынии, затем в Турции, где также подвергался аресту как советский шпион. Перед самым началом Второй мировой войны сумел вернуться в Болгарию. Когда началась война, решительно осудил сотрудничество казаков с германской армией.

### В СССР
После вступления в Болгарию Красной Армии в ноябре 1944 года П. Кудинов был арестован органами СМЕРШ 3 Украинского фронта и следующие 7 месяцев находился под стражей. 31 мая 1945 за участие в Вёшенском восстании он был привлечен к уголовной ответственности по статьям 58-4 и 58-11 УК РСФСР и осуждён на 10 лет лагерей. Отбывал заключение в Инте на лесоповале, затем на строительстве канала в пустыне Каракум в Туркмении, потом снова в Сибири. Освобождён в феврале 1955 года, однако после этого ещё полгода провёл в лагере для иностранных подданных в Потьме. В сентябре 1955 года получил разрешение на возвращение в Болгарию.
По дороге Кудинов заехал в родную Вёшенскую станицу, надеясь встретиться с М. А. Шолоховым. Однако писателя в станице не застал. Обращался в райком и районное отделении милиции за разрешением поселиться в Вёшенской, но не получил его из-за отсутствия советского гражданства.

### Последние годы
После возвращения в Болгарию поселился в Михайловграде, где работал в стопанстве (колхозе). Жил в бедности. Обращался ли он в советское посольство за получением гражданства — неизвестно. По воспоминаниям родственников, в последние годы жизни он часто ходил на железную дорогу и смотрел на уходящие в сторону России поезда. Однажды, 15 октября 1967 года, его сбил проходящий поезд, и через четыре дня он умер.